# Benzobarbital
Benzobarbital (Benzonal) es un derivado de los barbitúricos. Tiene efectos anticonvulsivos y se ha utilizado para el tratamiento de la epilepsia.
Tiene efectos inductores de enzimas hepáticas similares a los del fármaco estrechamente relacionado al fenobarbital, que pueden ser explotados en algunas aplicaciones clínicas.